# Arte mediterráneo

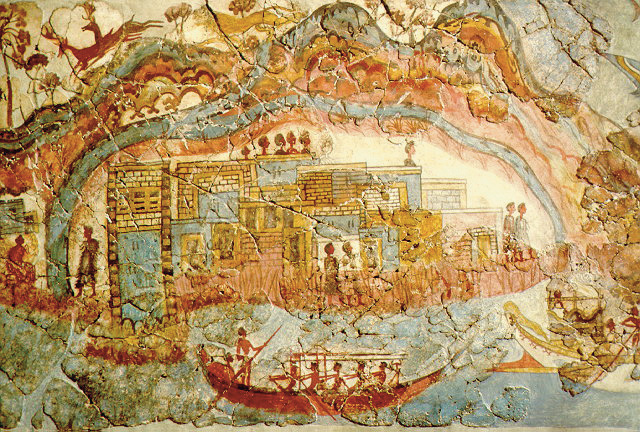
La ciudad, fresco de Akrotiri. Arte cretense.

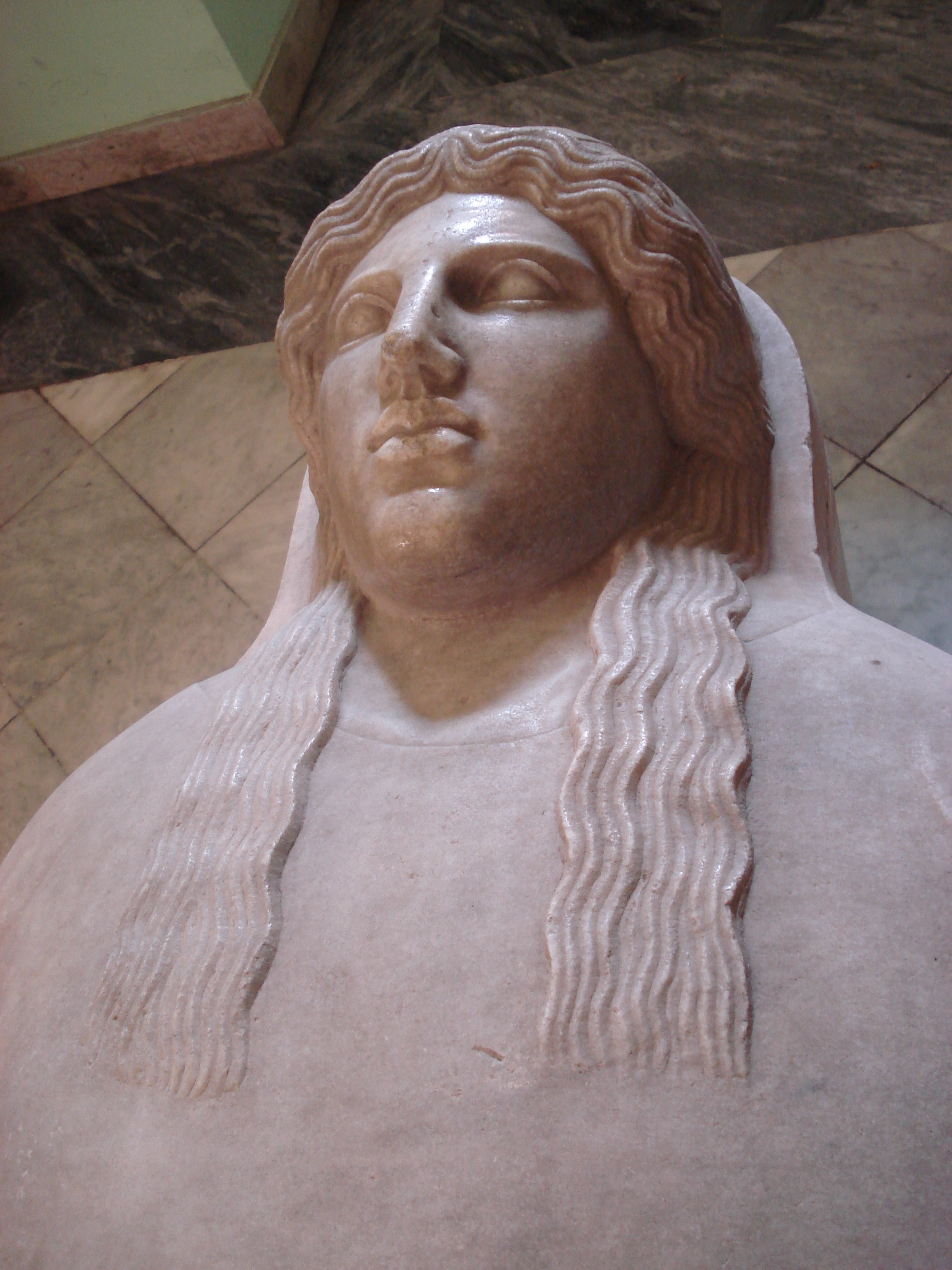
Sarcófago fenicio del Arte fenicio muy influenciado por la escultura clásica griega de la época.

Arte mediterráneo o estilo mediterráneo son denominaciones historiográficas ambiguas, pero utilizadas en la bibliografía, que se refieren a muy distintos estilos artísticos asociados a "lo mediterráneo" (cultura mediterránea, civilización mediterránea) con distintos criterios geográficos o conceptuales. Muy a menudo se identifica estéticamente con el arte clásico, aunque también hay ejemplos de lo contrario en la determinación de qué sea la estética mediterránea.

En 1914 Ortega publica las «Meditaciones del Quijote»... la fusión del sensualismo, mediterranismo o impresionismo de los españoles, con el idealismo, racionalismo, conceptualismo, etc., de los... alemanes... la tesis de la que partía en «Del realismo en pintura»: el arte mediterráneo, frente al idealismo clásico, es en su mayoría impresionista, sensual, "superficial" en el buen sentido, pero no lo confundamos con el "realismo". Nos interesan las impresiones fugaces, la apariencia de las cosas, las superficies... vivir con los ojos pertenecería al artista mediterráneo, no al ilustrado Goethe... "puesto en confrontación con nuestros artistas del Sur ese ver goethiano es más bien un pensar con los ojos". Esta es la fusión que, en el fondo, quiere Ortega: el pensar germánico con el ver mediterráneo.... "lo que en el ver pertenece a la pura impresión es incomparablemente más enérgico en el mediterráneo. Por eso suele contentarse con ello: el placer de la visión, de recorrer, de palpar con la pupila la piel de las cosas es el carácter diferencial de nuestro arte. No se le llame realismo porque no consiste en la acentuación de la res, de las cosas, sino de la apariencia de las cosas. Mejor fuera denominado aparentismo, ilusionismo, impresionismo".

La idea de arquitectura mediterránea empieza a emplearse en el período de entreguerras... Es en aquel clima de profundos trastornos del mundo occidental cuando, desde diferentes sectores, aparece el deseo de identificar y de perfilar algo que se llamará arquitectura mediterránea.

Si repasamos cualquier libro de historia del arte y de la arquitectura, veremos que en realidad habitualmente hablan de arquitectura griega, arquitectura helenística, arquitectura romana, arquitectura visigótica, del renacimiento, del barroco, pero no suele haber ningún capítulo que se titule arquitectura mediterránea. Por consiguiente, no es una noción que haya existido siempre, ni es el resultado de alguna exigencia permanente. Es probable que muchos de los elementos que en la actualidad más fácilmente identificamos con la mediterraneidad hayan sido nombrados en otras épocas con otros nombres: se ha llamado arquitectura clásica, tradición clasicista, tradición vernácula o tradición de los pueblos del Mediterráneo, etc. Y no es sino cuando aparece cierta necesidad de identificarse específicamente, cuando se empieza a hablar de unos rasgos característicos del Mediterráneo.
Mientras que la historia tradicional es una historia lineal, cronológica, en realidad, en el pensamiento occidental, probablemente a raíz de la crisis de finales del siglo XIX, la que produce la filosofía de Nietzsche, se produce una manera de pensar diferente, que ya no es cronológica, sino bipolarizada: es cuando se empieza a hablar de clasicismo y romanticismo, de cultura del Norte y cultura del Sur, de dionisíaco y apolíneo, de mercantil y capitalista, de protestante y de católico. Incluso de la cultura del vino y de la cultura de la cerveza... del derecho romano y del derecho germánico... situaciones polarizadas, cada una de las cuales representa un sistema completo de arquetipos, de formas de pensar diferentes.

Es... en esta manera de ver el pasado, no como una cosa detrás de la otra, sino como la constanteconfrontación entre actitudes, tradiciones, formas culturales, inclusive raciales, de pensar las cosas de manera diversa, donde aparece la polaridad de lo que es mediterráneo, con lo que es del norte de Europa, con lo que es germánico.... Chueca Goitia... escribió a finales de los años cuarenta... Invariantes castizos de la arquitectura española... el intento de encontrar... una especie de rasgos comunes que sirvieran para establecer sus constantes... algo parecido es lo que se ha producido modernamente cuando, desde muchos lugares distintos, se ha empezado a preguntar qué sería lo específico de una arquitectura mediterránea... el deseo de identificar unos rasgos propios de una arquitectura o de una tradición mediterránea nace, sobre todo, como antídoto, como corrección... como reacción frente a la arquitectura que llamamos del movimiento moderno.

Mercadal... Sobre el Mediterráneo... la vocación mediterránea de otros creadores europeos de su tiempo ["gente del 27"], como Valéry, Cocteau, Camus, Le corbusier y Josep Lluís Sert.... su interés por la arquitectura popular mediterránea se sedimentó en el viaje del 1923, de camino a su pensionado en la Academia de Bellas Artes de Roma... "la arquitectura que se hacía y enseñaba a partir del final de la Primera Guerra Mundial ["cubista"], se parecía a estas construcciones populares".... En Arquitectura mediterránea (1927)... enuncia la semejanza de objetivos entre los postulados modernos y lo que se consideran tradicionalmente peculiaridades de la arquitectura mediterránea: "La horizontalidad predominante, la simplicidad de las formas -nacidas de su estructura-, la ausencia absoluta de decoración y una ligera intervención del color".

## Prehistoria

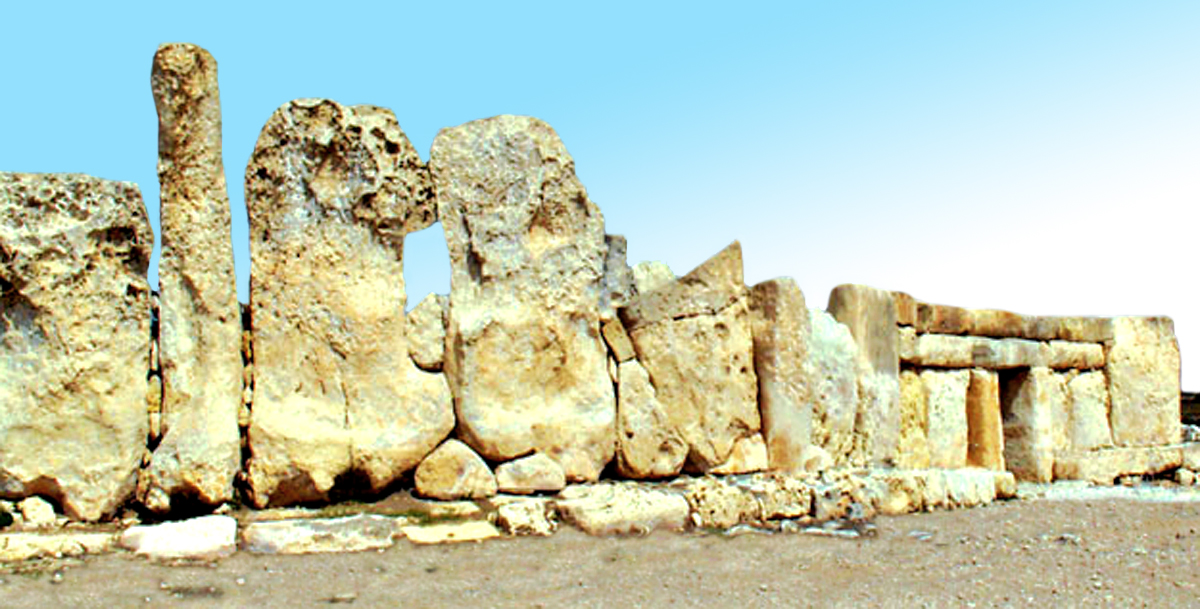
Hagar Qim (Malta).

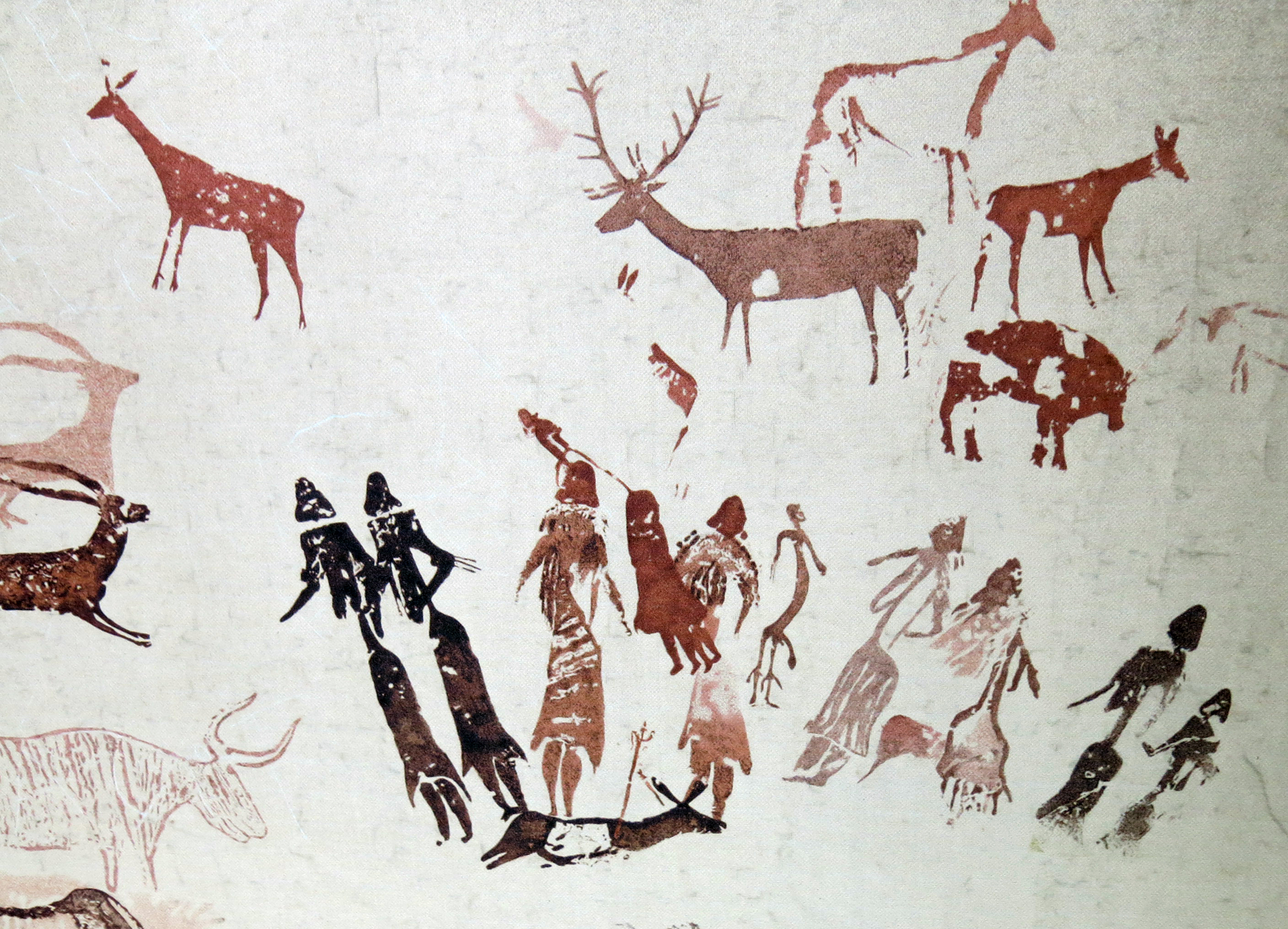
Cuevas de El Cogul.

Arte de la Prehistoria calificado como "mediterráneo".
- Arte rupestre mediterráneo o levantino (arte rupestre del arco mediterráneo de la península ibérica), por oposición al arte franco-cantábrico.
  - Arte rupestre del arco mediterráneo de la península ibérica en Almería
  - Arte rupestre del arco mediterráneo de la península ibérica en la Comunidad Valenciana
- Megalitismo, difundido particularmente por las islas del Mediterráneo (cultura talayótica en Baleares), aunque se prolonga desde el Estrecho de Gribraltar hasta Bretaña e Inglaterra.

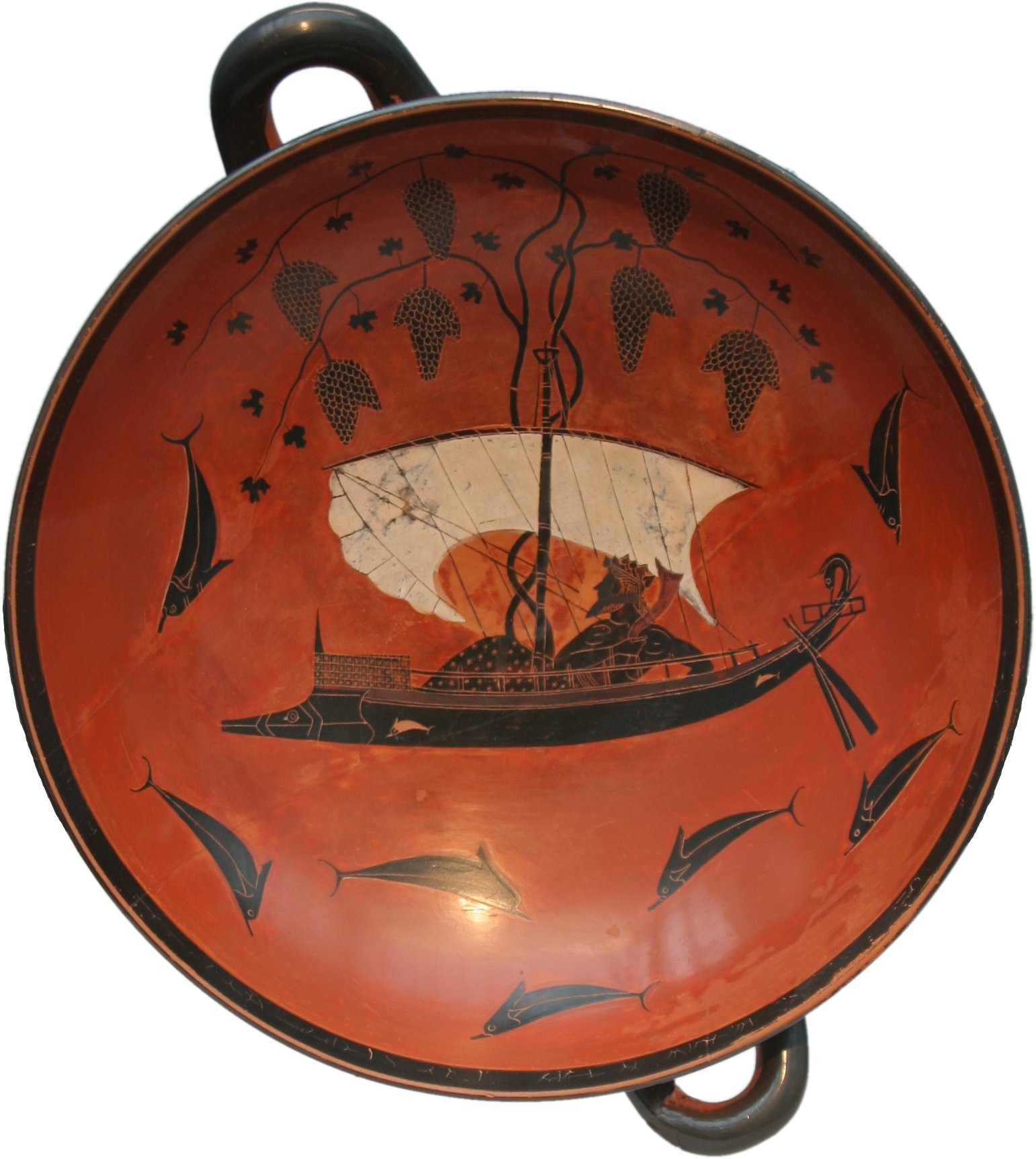
Kylix que representa a Dionisos, del Pintor de Exequias.

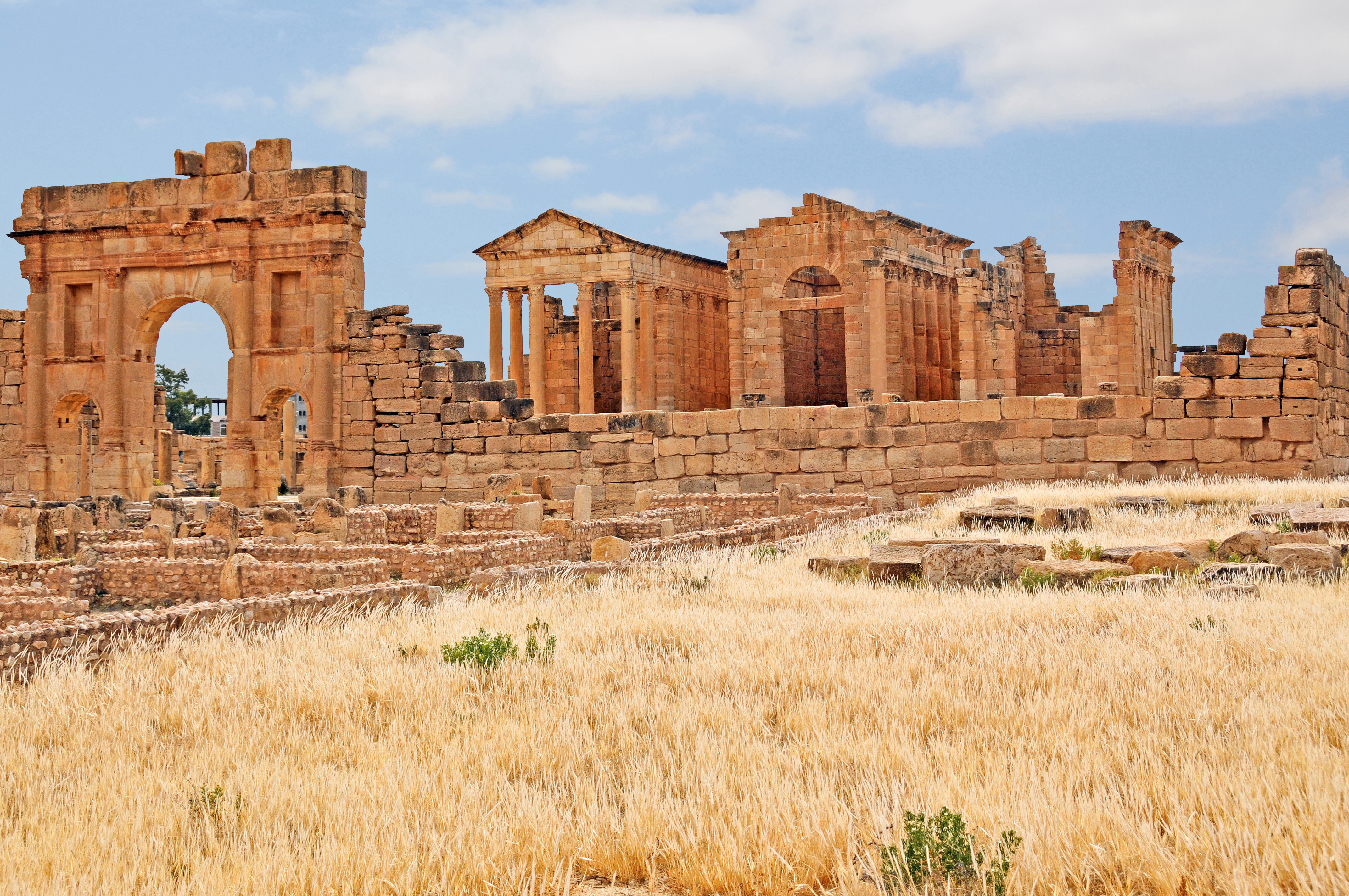
Ciudad romana de Sbeitla (Túnez).

## Edad Antigua
- Arte de las antiguas civilizaciones mediterráneas (arte del antiguo Oriente Próximo, arte antiguo, antiguo Oriente Próximo)
  - Arte egipcio.[5]
  - Arte del antiguo Levante mediterráneo (Música del antiguo Levante mediterráneo)

  - Arte de los hititas, del antiguo Israel, de Frigia, de Lidia, etc.

  -     - Arte fenicio

  - Arte cartaginés, heredero del fenicio (arte púnico, Estado púnico#Idioma, arte y literatura)
  - Arte griego, incluyendo el de las civilizaciones prehelénicas
  - Arte romano, incluyendo el de las civilizaciones prerromanas (arte etrusco)

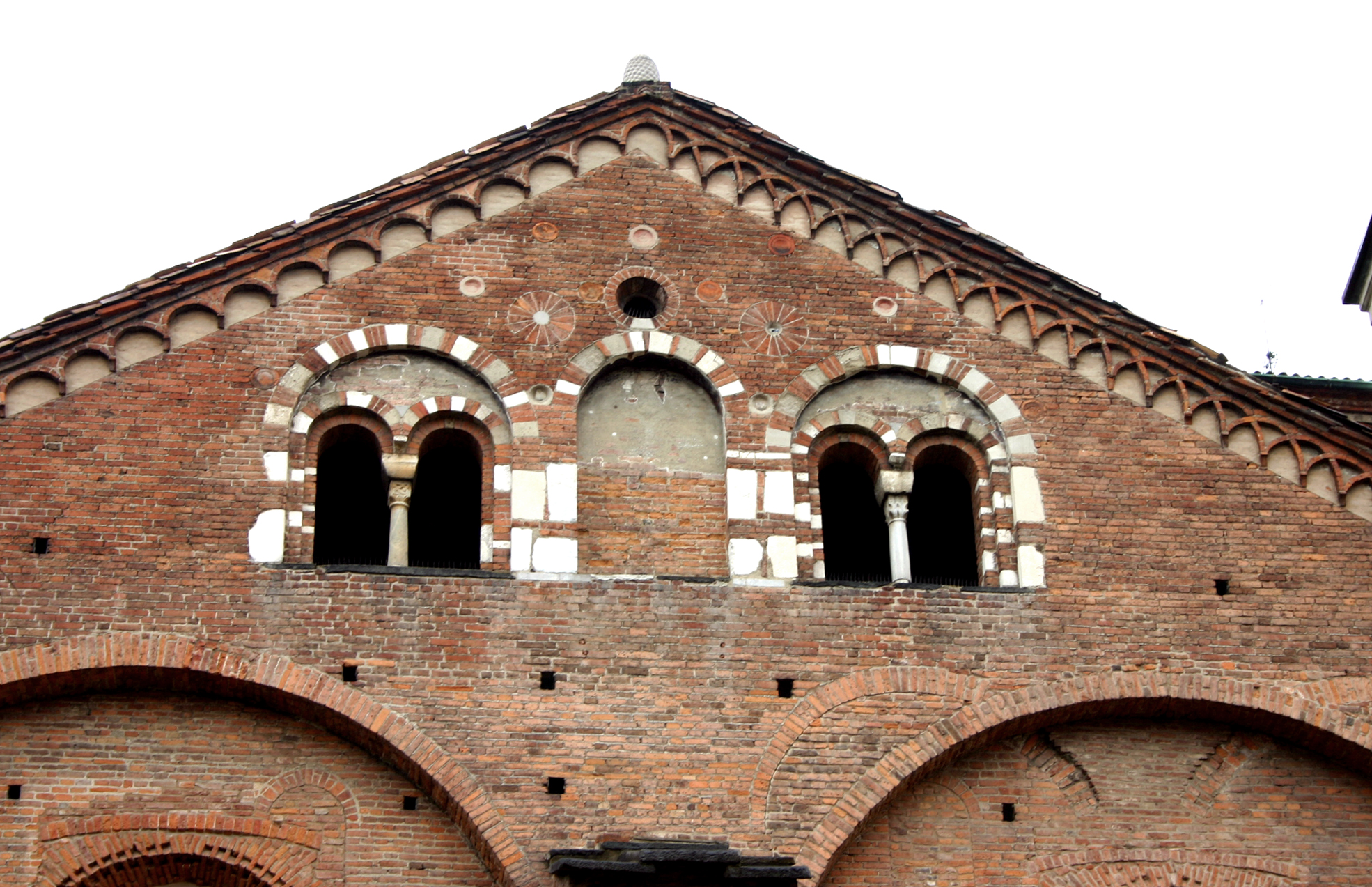
Detalle de la Basílica de San Simpliciano (Milán). Románico lombardo, primer Románico o Románico mediterráneo.

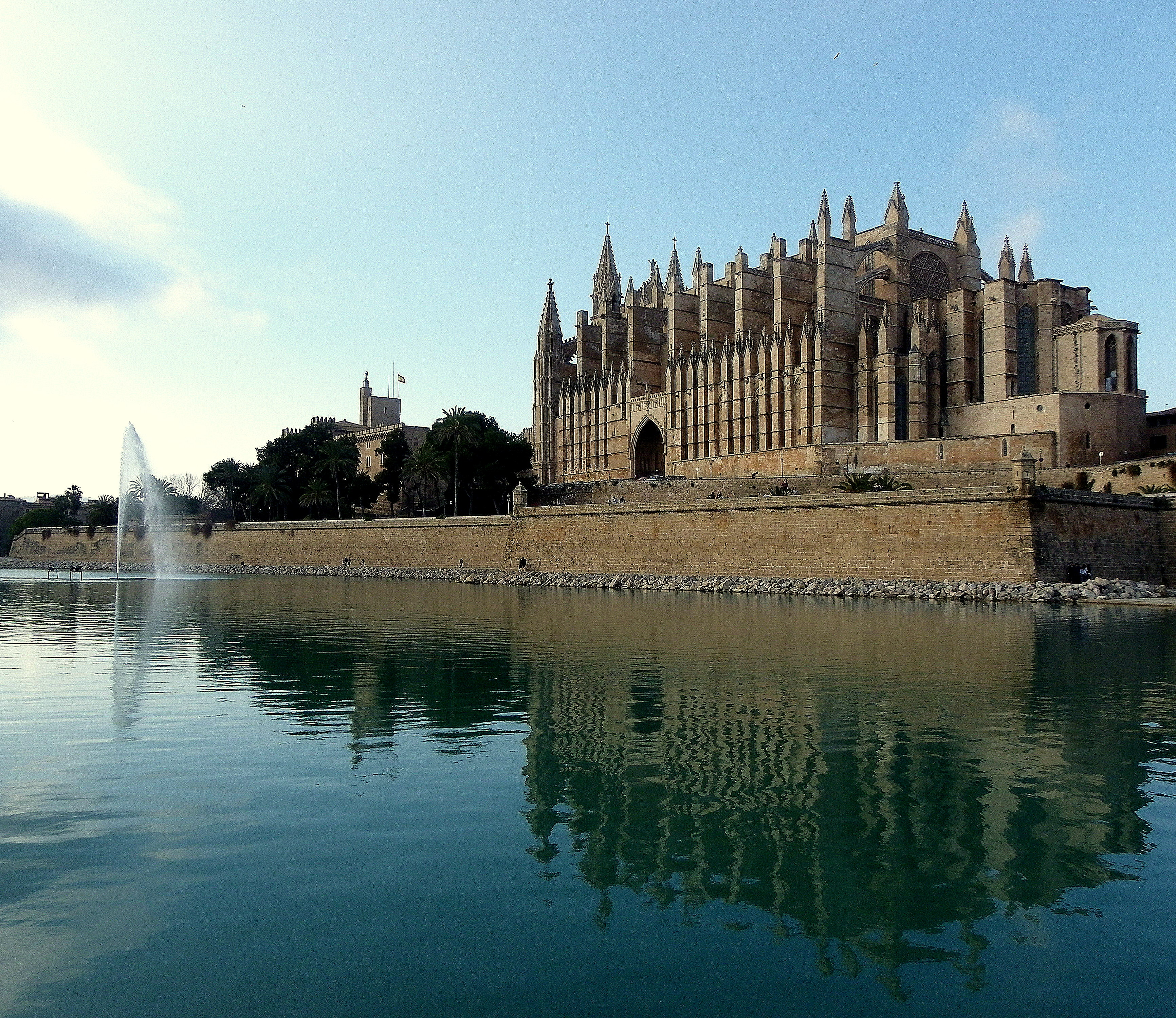
Catedral de Palma. Gótico mediterráneo.

  - Arte ibérico

## Edad Media
- Arte medieval calificado como "mediterráneo" (paradójicamente, no es usual hacerlo así con el más "mediterráneo" de todos: el arte bizantino, y tampoco con el arte islámico, muy presente en la ribera sur del mar, o con los artes sincréticos cristiano-musulmanes, como el mozárabe, el mudéjar y el árabe-normando)
  - Románico mediterráneo, un concepto que identifica el primer Románico con el Románico lombardo, de tradición mediterránea y oriental, por oposición a la tradición del Prerrománico centroeuropeo (arte carolingio, arte otoniano).[7]
  - Gótico mediterráneo. Se caracteriza por la horizontalidad y los espacios diáfanos y unitarios de la arquitectura del siglo XIV en los reinos hispano-cristianos orientales. Espacialmente comprende los reinos mediterráneos de la Corona de Aragón e incluso el Languedoc. El reino de Aragón añade características distintivas, ligadas al predominio del mudéjar.[8]

Nacimiento de Venus, de Sandro Botticelli. Pintura del Quattrocento, Renacimiento florentino.

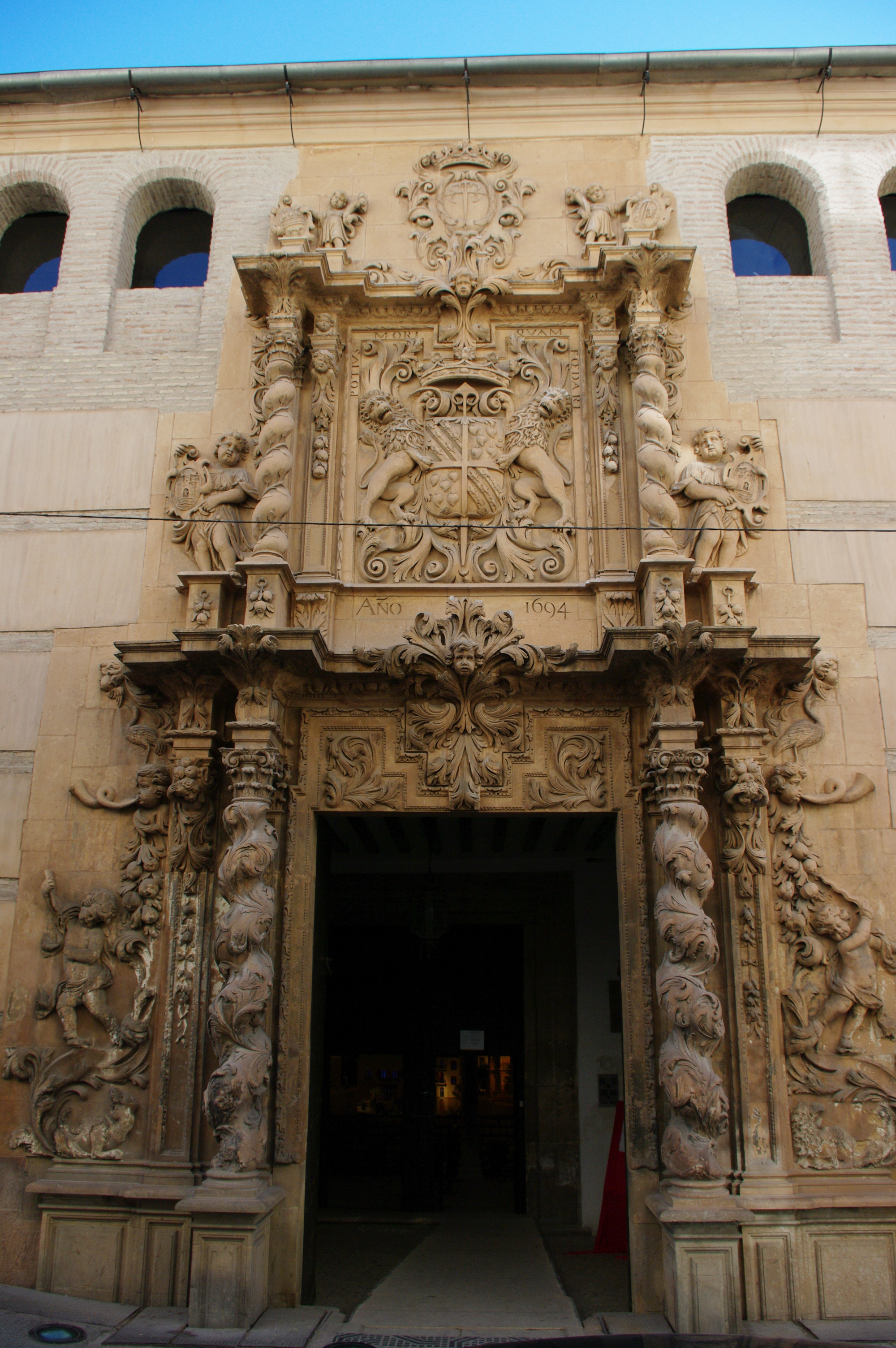
Palacio de Guevara en Lorca. Barroco mediterráneo.

## Edad Moderna
- Arte de la Edad Moderna calificado como "mediterráneo"
  - Renacimiento mediterráneo es una etiqueta utilizada en alguna ocasión.[9] Aunque no es usual calificar de "mediterráneo" al Renacimiento del Sur de Europa, sí se habla, por oposición al Renacimiento italiano, de un Renacimiento nórdico al norte de los Alpes, en el que se incluye al Renacimiento francés, pero no al Renacimiento español.
  - Barroco mediterráneo, que no se refiere al Barroco italiano, sino al de la zona de Murcia y el Levante español (véase nota en Barroco español).

## Edad Contemporánea

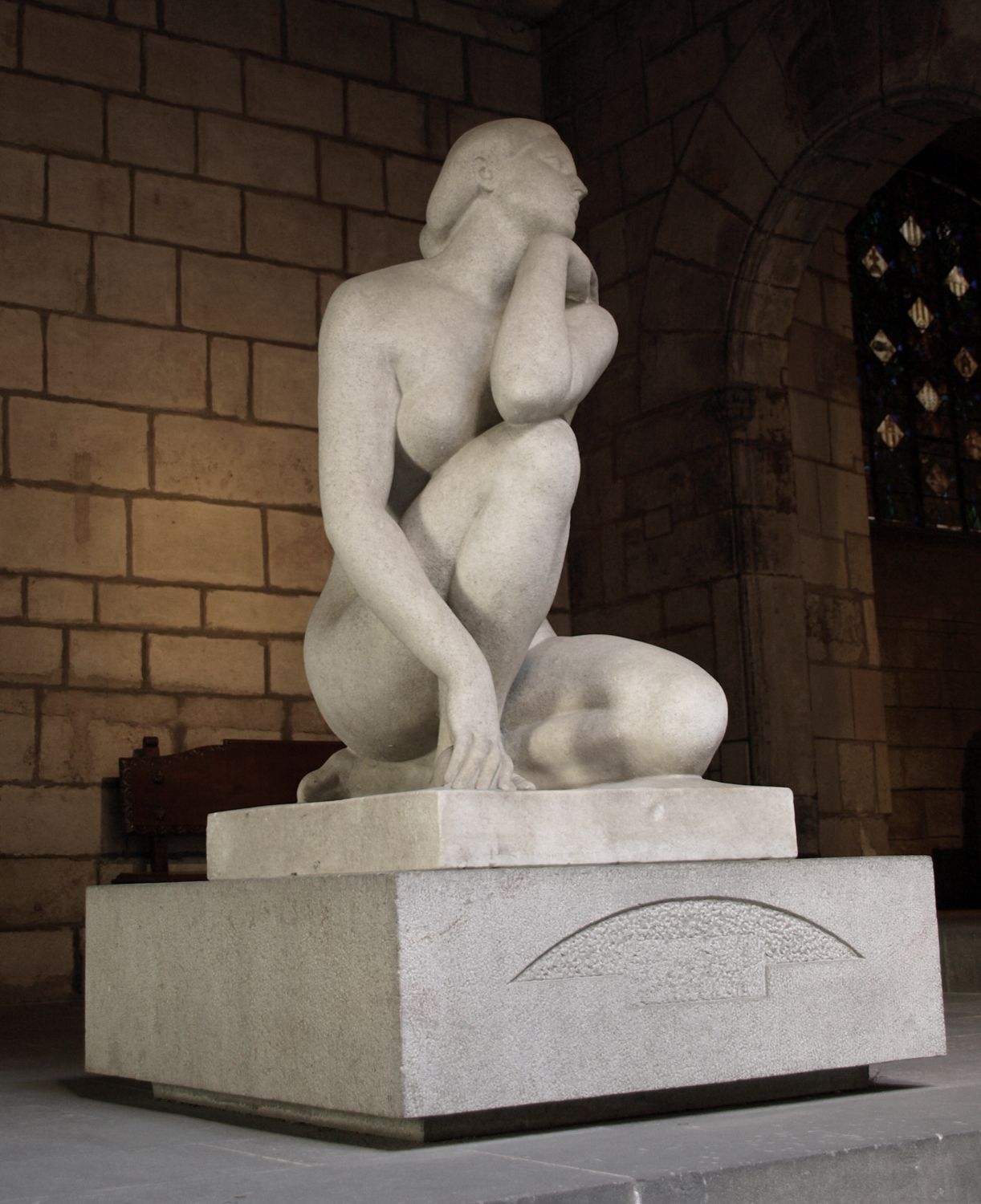
La diosa, de Josep Clará (1909). Mediterraneísmo.

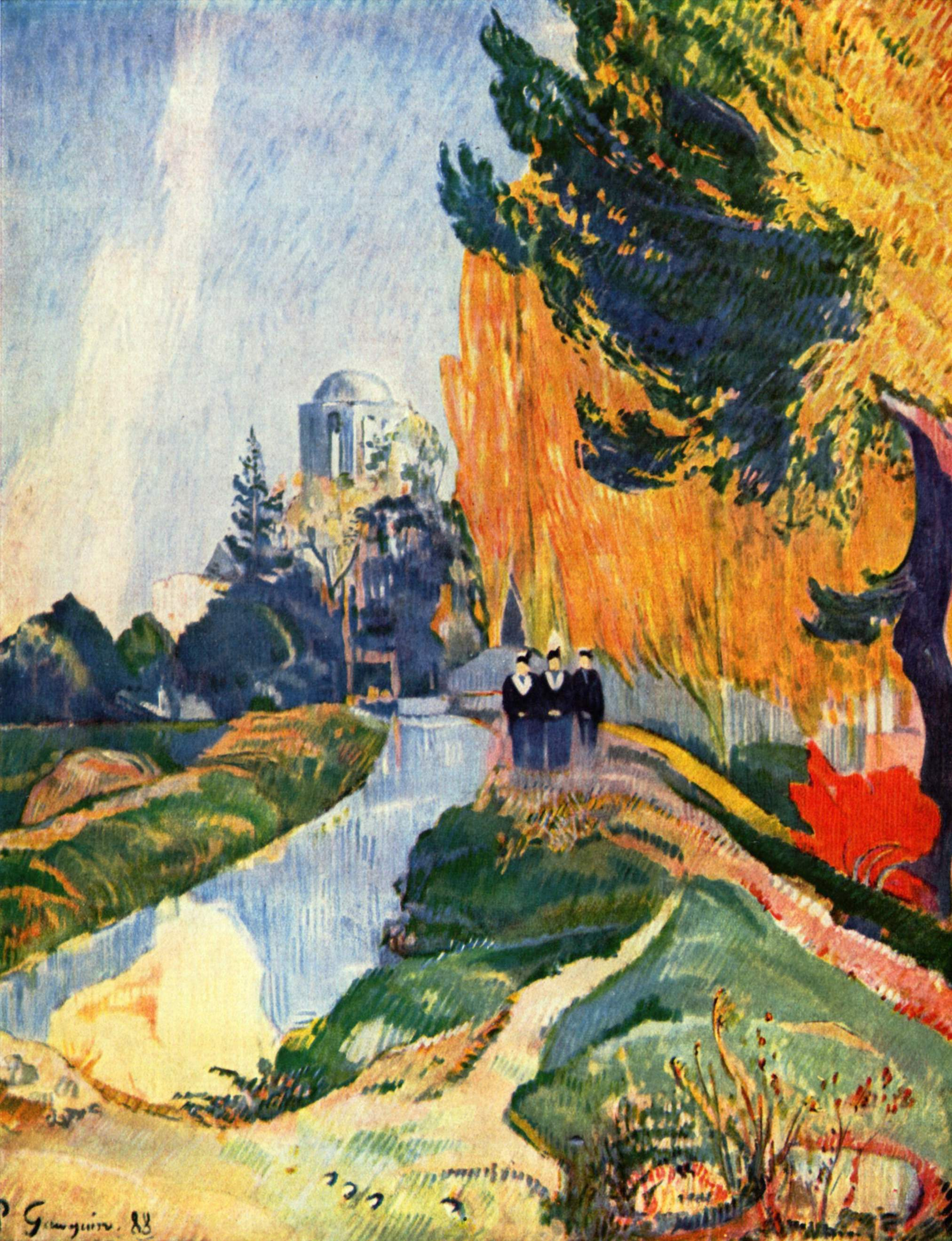
Les Alyscamps, de Paul Gauguin (1888).

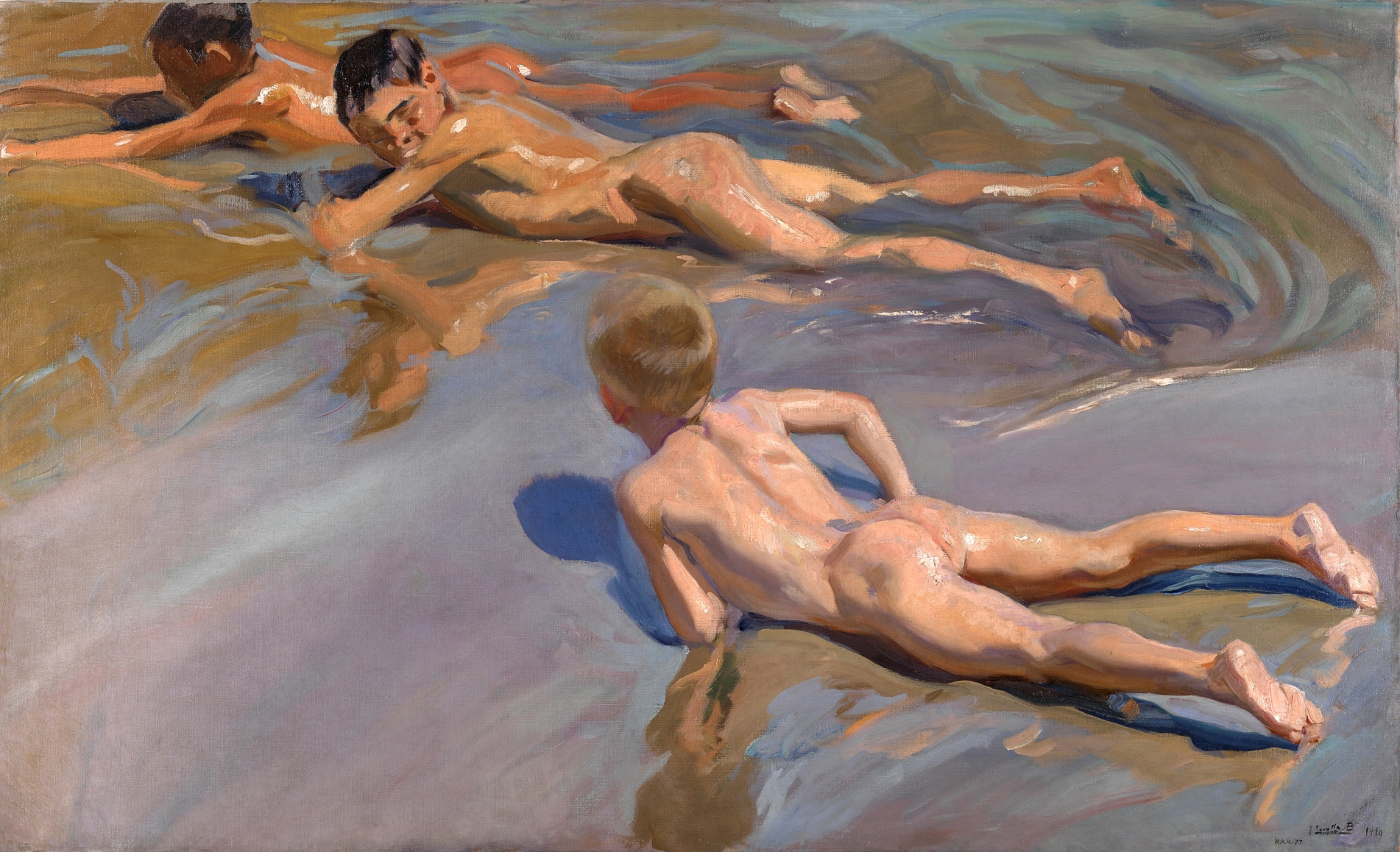
Niños en la playa, de Joaquín Sorolla (1910).

- Arte de la Edad Contemporánea calificado como "mediterráneo"
  - Estancia en Arlés o estancia en Provenza de Van Gogh y Gauguin (1888).[10]
  - Luminismo valenciano.

A nuestros pintores mediterráneos (un Sala, un Pinazo y, sobre todo, un Sorolla) los reputamos consiguientemente como pintores de luz, pintores coloristas. Las cosas, sin embargo, son de otro modo. España no es un país de color.
Azorín

- - Mediterraneísmo, un entorno estético catalán y provenzal definido por el crítico de arte Eugenio d'Ors, en oposición al modernismo y las primeras vanguardias. Intelectual y literariamente se conoce como noucentisme ("novecentismo") o generación de 1914. Su denominación se debe a la obra de Arístides Maillol titulada Mediterránea (1905), un desnudo femenino de formas clásicas que impresionó a un grupo de pintores y escultores (Joaquín Torres, Josep Clará, Enric Casanovas, Esteve Monegal).[12]